# Bossiaea leptacantha
Bossiaea leptacantha är en ärtväxtart som beskrevs av Ernst Georg Pritzel. Bossiaea leptacantha ingår i släktet Bossiaea och familjen ärtväxter. Inga underarter finns listade i Catalogue of Life.